# Papirus 55
Papirus 55 (według numeracji Gregory-Aland), oznaczany symbolem {\displaystyle {\mathfrak {P}}^{55}} – grecki rękopis Nowego Testamentu, spisany w formie kodeksu na papirusie. Paleograficznie datowany jest na VI albo VII wiek. Zawiera fragmenty Ewangelii Jana.

## Opis
Zachowały się jedynie fragmenty Ewangelii Jana (1,31-33.35-38).

## Tekst
Tekst grecki rękopisu reprezentuje aleksandryjską tradycję tekstualną, jednak z pewnymi odchyleniami. Kurt Aland zaklasyfikował go do kategorii II.

## Historia
Tekst rękopisu opublikował Peter Sanz w 1946 roku. Aland umieścił go na liście rękopisów Nowego Testamentu, w grupie papirusów, dając mu numer 55.
Rękopis datowany jest przez INTF na VI albo VII wiek.
Obecnie przechowywany jest w Austriackiej Bibliotece Narodowej (Pap. Vindob. G. 26214) w Wiedniu.